# Chenia
Chenia es un género de foraminífero bentónico de la subfamilia Staffellinae, de la familia Staffellidae, de la superfamilia Fusulinoidea, del suborden Fusulinina y del orden Fusulinida. Su especie tipo es Chenia kwangsiensis. Su rango cronoestratigráfico abarca desde el Kunguriense (Pérmico inferior) hasta el Guadalupiense (Pérmico medio).

## Discusión
Clasificaciones más recientes incluyen Chenia en la superfamilia Staffelloidea, y en la subclase Fusulinana de la clase Fusulinata. Ha sido considerado homónimo posterior del tremátodo Chenia Hsu, 1954, y propuesto como sustituto a Turgutia.

## Clasificación
Chenia incluye a las siguientes especies:
- Chenia bella †
- Chenia cheni †
- Chenia diciformis †
- Chenia ellipsoida †
- Chenia exilis †
- Chenia kwangsiensis †
- Chenia nankinelloides †
- Chenia taishangnauensis †
- Chenia turgida †
- Chenia yishanensis †

Otras especies consideradas en Chenia son:
- Chenia depressa †, de posición genérica incierta
- Chenia yvoiri †, de posición genérica incierta